# ブラザーズ・ブルーム
『ブラザーズ・ブルーム』（The Brothers Bloom）は、2009年のアメリカ映画。
2008年のトロント国際映画祭でプレミア上映された。アメリカでは2009年5月15日に限定公開、29日に拡大公開。日本では劇場未公開、2010年2月にDVDレンタル開始。同年6月にDVDセル発売決定。

## ストーリー
詐欺師の兄弟スティーブンとブルームは最後の仕事として億万長者のペネロペをターゲットにするが、ブルームが彼女に恋してしまう。

## キャスト
| 役名                                       | 俳優                   | 日本語吹替 |
| ------------------------------------------ | ---------------------- | ---------- |
| ブルーム                                   | エイドリアン・ブロディ | 浜田賢二   |
| スティーブン                               | マーク・ラファロ       | 松山鷹志   |
| ペネロペ・スタンプ                         | レイチェル・ワイズ     | 三石琴乃   |
| バン・バン                                 | 菊地凛子               | 宮本茉奈   |
| マクシミリアン・“キュレーター”・メルヴィル | ロビー・コルトレーン   | 間宮康弘   |
| ダイアモンド・ドッグ                       | マクシミリアン・シェル | 高岡瓶々   |
| 幼い頃のブルーム                           | ザカリー・ゴードン     | 髙山ゆうこ |
| 幼い頃のスティーブン                       | マックス・レコーズ     | 滝田樹里   |
| ローズ                                     | ノラ・ゼヘットナー     |            |
| ナレーター                                 | リッキー・ジェイ       | 高岡瓶々   |

- その他の日本語吹き替え：田中里和／渡邉幸代／金光宣明／加藤清司

## 製作の背景
2007年3月19日にモンテネグロで撮影開始。

## 評価
レビュー・アグリゲーターのRotten Tomatoesでは157件のレビューで支持率は68%、平均点は6.20/10となった。Metacriticでは26件のレビューを基に加重平均値が55/100となった。